# Svatý Hubert
Svatý Hubert († 727) byl franský biskup, zakladatel města Lutychu a křesťanský světec. Podle legendy se náboženskému životu zasvětil po setkání s jelenem na honu a je proto patronem lovců a myslivců.

## Život
Svatý Hubert pocházel z velmi bohaté šlechtické rodiny v Akvitánii. Měl velkou zásluhu na pokřesťanštění Arden. Před svým povoláním byl výborným lovcem a milovníkem hýřivých zábav, měl prý patřit k družině franského krále Theudericha III. Byl považován za zastánce spravedlnosti.
V Austrasii se oženil s Floribanou, která však při porodu zemřela. Dle pověsti se po těžkém životním osudu při lovu nečekaně setkal s jelenem, jenž měl mezi parožím zářící kříž, během čehož k němu měl promluvit nadpřirozený hlas, který mu řekl: „Huberte, proč stále lovíš a honíš zvěř? Je na čase, abys začal hledat mě, který se za tebe obětoval.“ Po tomto zážitku se stal knězem, k čemuž jej připravoval svatý Lambert. Kolem roku 705 kritizoval sv. Lambert cizoložství krále Pipina II., záhy byl zavražděn. Po jeho smrti se Hubert stal jeho nástupcem. Své sídlo z Maastrichtu přenesl do Lutychu, kde nechal na místě uložení ostatků svatého Lamberta postavit katedrálu. V 8. století se v Ardenském lese snažil obrátit lid k Bohu a prosil Boha o požehnání úrody.
Při cestě z Furu do Lutychu, kde byl posvětit nový chrám, onemocněl zimnicí na níž záhy zemřel. Podle jiné pověsti zemřel po nehodě na loďce. V roce 827 byly Hubertovy ostatky přeneseny do chrámu u kláštera v Andin v Ardenách, který byl podle něj přejmenován.

## Poselství
„Pokud žijeme, jsou nám dveře milosrdenství otevřeny. Ti, kdo si je nezvolí, budou muset projít branou zavržení. Uvaž tedy čím jsi byl, co jsi a čím za krátko budeš! Svá provinění naprav pokáním a smiř se s Bohem!“

## Výtvarné umění

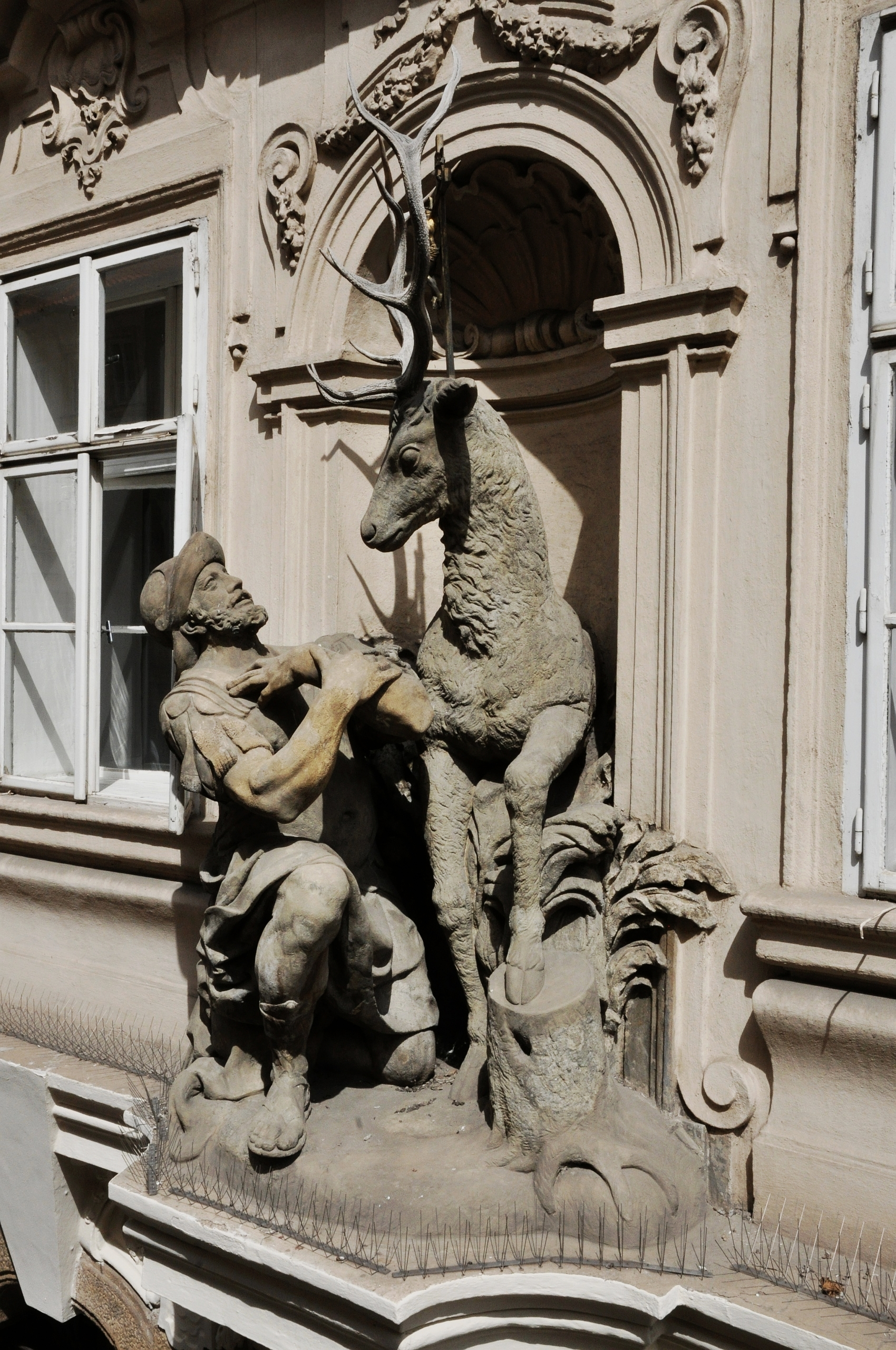
Sv. Hubert od Brokoffa, dům U Zlatého jelena v Praze

Typické zobrazení sv. Huberta je scéna setkání s jelenem. Světec klečí a vzhlíží k bílému jelenovi, který má mezi parožím křesťanský kříž. Toto uspořádání ale současně odpovídá i zobrazení svatého Eustacha a je odlišné od zobrazení trinitáře sv. Felixe z Valois, který se však také zobrazuje s jelenem s křížem mezi parožím.
Známá zobrazení:
- Praha, Malá Strana, dům U Zlatého jelena, Ferdinand Maxmilián Brokoff: Hubert s jelenem
- Praha, Staré Město, Dům U Tří tykví, Ignác František Platzer sv. Hubert dle Brokoffova vzoru
- Hlavenec, Pomník Karla VI., Matyáš Bernard Braun, vrchní část baldachýnu
- Museo del Prado (Španělsko), Jan Brueghel starší a Peter Paul Rubens: obraz Vidění svatého Huberta